# Оризон-Навігація
«Оризон-Навігація» — підприємство оборонно-промислового комплексу України, яке спеціалізується на розробці, виробництві й ремонті обладнання систем супутникової навігації ГЛОНАСС / GPS, а також виготовляє апаратуру синхронізації й імітатори сигналів супутникових навігаційних систем.
Входить до переліку підприємств, які мають стратегічне значення для економіки й безпеки України.

## Історія
Виробниче об'єднання «Оризон» було створене в березні 1995 року на базі підрозділів Смілянського радіоприладного заводу «Оризон», який займався розробкою й виготовленням навігаційної апаратури (став одним з 20 підприємств і організацій, створених на базі заводу).
12 липня 2001 року уряд України прийняв постанову про державну підтримку підприємств авіабудівної галузі України, до переліку яких було включено ВО «Оризон».
Наприкінці 2001 року була створена Українська асоціація виробників телевізійної техніки, до складу якої, як один із співзасновників увійшло ВО «Оризон».
Підприємство пройшло сертифікацію на відповідність стандартам управління якістю ISO 9001-2001 (ISO 9001:2000).
У 2005 році на базі конструкторського бюро ДП «Оризон-Навігація» було створене ООО «Навіс-Україна».
2007 року на озброєння Збройних сил України було прийнято навігаційний комплекс СН-3210 «Базальт-К» виробництва ДП «Оризон-Навігація».
У 2010 році на озброєння Збройних сил України було прийнято геодезичний комплекс СН-4601 «Тонік-2» виробництва ДП «Оризон-Навігація».
9 червня 2010 року Кабінет Міністрів України прийняв постанову № 405, у відповідності до якої підприємство було включено до переліку підприємств авіаційної промисловості України, які отримують державну підтримку.

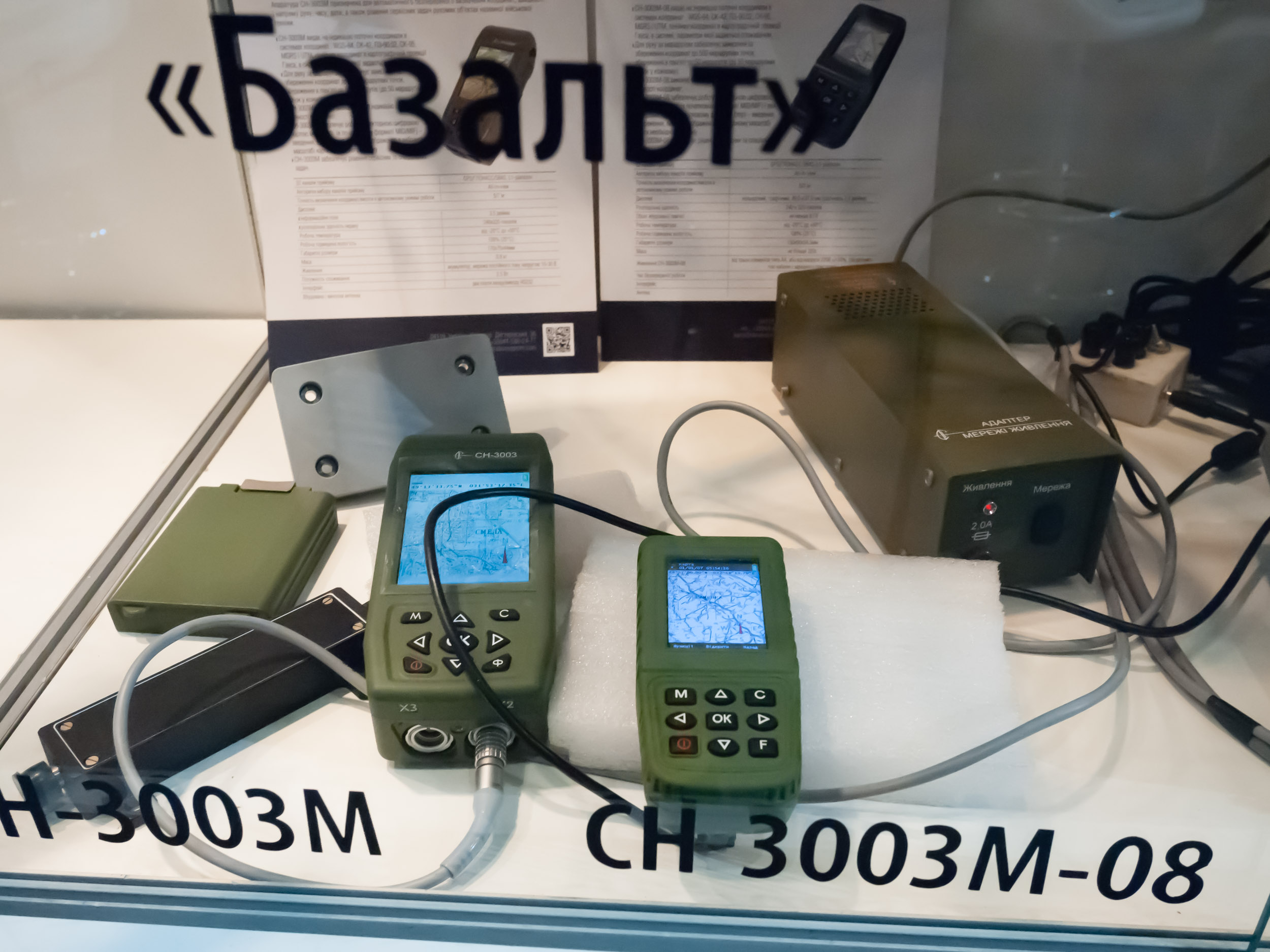
Комплекси СН-3003М і СН-3003М-08.

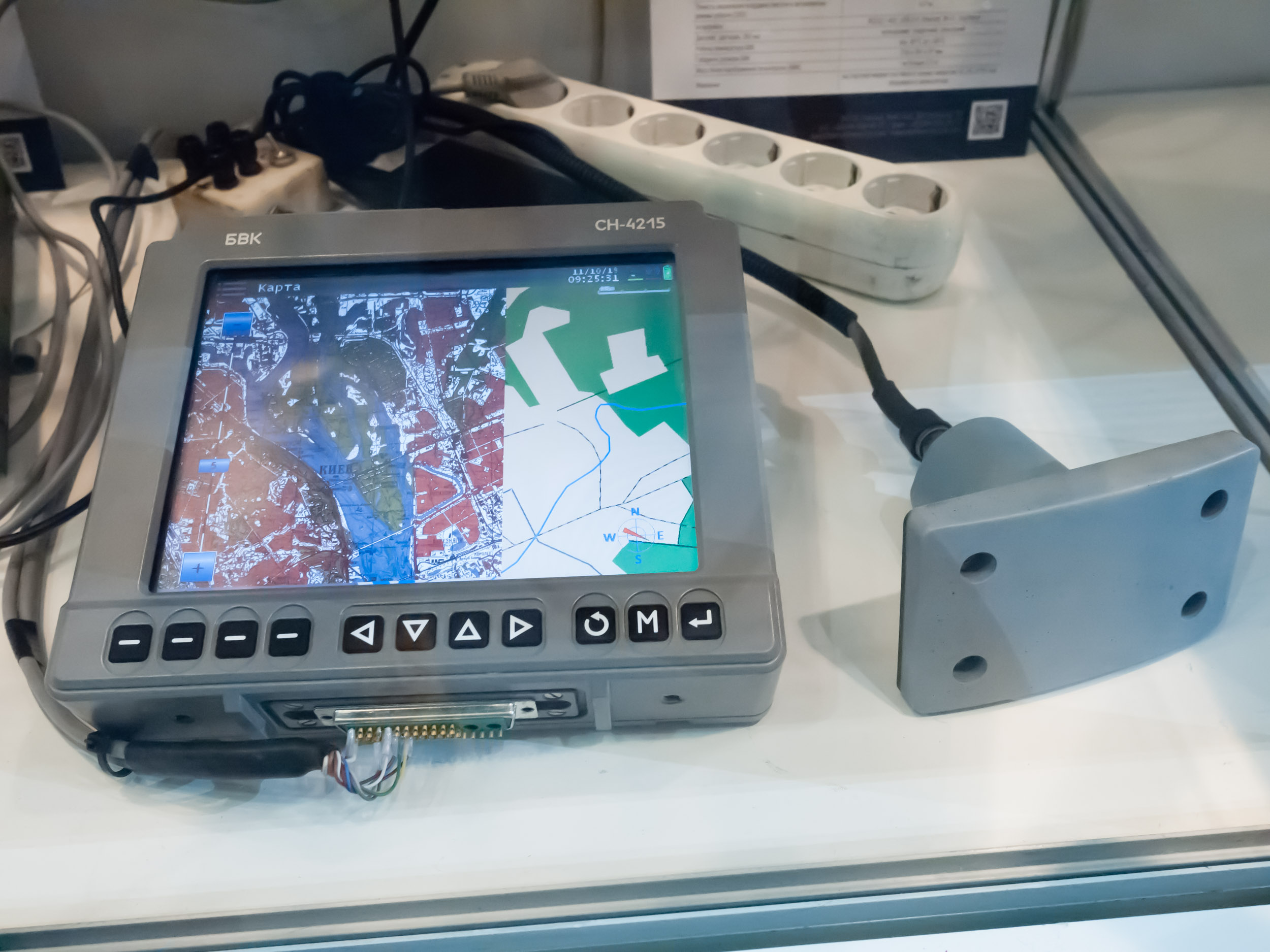
Комплекс СН-4215.

Після створення в грудні 2010 року державного концерну «Укроборонпром», підприємство було включено до його складу.
У лютому 2012 року ДП «Оризон-Навігація» і компанія «Benish GPS» обладнали системами GPS-навігації вісім електровозів ВЛ80 Української залізниці (4 для Одеської залізниці і 4 для Південно-Західної залізниці) з метою оцінити можливість підвищення ефективності використання рухомого складу. Результатом проекту повинно було стати створення єдиної автоматизованої системи керування вантажними залізничними перевезеннями.
У грудні 2012 року міністерство оборони України ухвалило рішення щодо розробки програми модернізації Су-24МР повітряних сил України, в якій брали участь 24 українські підприємства (серед яких, ДП «Оризон-Навігація»). У квітні 2013 року було оголошено, що запропоновану програму модернізації Су-24МР освоїв Миколаївський авіаремонтний завод.
14-18 жовтня 2013 року спеціалістами Наукового центру Сухопутних військ і Академії сухопутних військ імені гетьмана Петра Сагайдачного за участі представників ДП «Оризон-Навігація» були проведені випробування нового комплексу навігаційної апаратури на базі 152-мм самохідної гаубиці 2С3 «Акація».
У 2013 році загальна вартість виготовленої продукції й наданих послуг склала 84,5 млн гривень (на 19,8 млн гривен більше за 2012 рік), чистий прибуток підприємства за вказаний період склав близько 11 млн гривень. Як повідомив директор підприємства В. Майструк, більша частина виготовленої продукції була поставлена закордонним замовникам.
У лютому 2014 року генеральний директор ДК «Укроборонпром» С. В. Громов повідомив, що в 2013 році підприємство «Оризон-Навігація» завершило розробку нової навігаційної апаратури. В подальшому, у Львівській Академії сухопутних військ відбулися випробування автомашини ГАЗ-66Т, оснащеної приладом супутникової навігації СН-3003М і апаратурою топоприв'язки 1Т121-1.
К травні 2014 року було оголошено, що підприємство веде роботи над створенням першого зразка малогабаритного персонального комп'ютера, придатного для використання в польових умовах. 7 жовтня 2014 року представники ДК «Укроборонпром» повідомили, що ДП «Оризон-Навігація» розроблено зразок високотехнологічного обладнання українського виробництва — малогабаритний персональний комп'ютер «Карат», який може використовуватися, як балістичний обчислювач.
Наприкінці вересня 2014 року розпочалися державні випробування багатофункціонального комплексу розвідки й управління (БКРУ) СН-4003 «Базальт-ЛПР» (який складається з індивідуального навігаційного приладу СН-3003М, лазерного далекоміра, електронного компасу й низки інших додаткових приладів). Комплекс було прийнято на озброєння збройних сил України 16 липня 2015 року.
Наприкінці жовтня 2014 ДП «Оризон-Навігація» передав українській армії артилерійські обчислювальні комплекси.
На початку листопада 2014 року представник заводу повідомив, що протягом минулого періоду з початку 2014 року підприємство виконало контракт на поставку до збройних сил України комплексів апаратури СН-3003М і СН-3210, здійснювало їх встановлення на об'єкти ракетних військ та артилерії, а також виконало декілька наукових робіт на замовлення управління ракетних військ та артилерії міністерства оборони України (на кінець 2014 року до збройних сил України було відправлено 134 од. СН-3003М).
22 вересня 2015 року на збройовій виставці «Зброя та безпека-2015» підприємством були вперше представлені прилад супутникової навігації СН-4215 й дослідний зразок приладу супутникової навігації СН-3003МН (новий варіант СН-3003М з покращеними тактико-технічними характеристиками, зменшеними розмірами та масою).
Навесні 2017 року підприємство брало участь в модернізації партії танків Т-64БВ для участі в змаганнях Strong Europe Tank Challenge-2017, на яких були встановлені прилади супутникової навігації виробництва ДП «Оризон-Навігація» (всього для участі в змаганнях були підготовлені й відправлені чотири Т-64БВ зі складу 14-ї механізованої бригади сухопутних військ України).
З 19 липня 2022 року Державне підприємство «Оризон-Навігація» перетворене в Товариство з обмеженою відповідальністю «Оризон-Навігація» (скорочене – ТОВ «Оризон-Навігація»).

## Продукція
- Базальт — навігаційні комплекси.
  - Один навігаційний комплекс СН-3210 було встановлено на бронемашину СРМ-1 «Козак», яка в січні 2015 року надійшла на озброєння прикордонної служби України.
  - Один навігаційний комплекс СН-3003 було встановлено на розроблену в 2004—2007 рр. бронемашину «Дозор-Б».[31]
  - СН-3003М[11] — індивідуальні навігаційні прилади. Прилад здатен працювати з трьома навігаційними системами (GPS, GLONASS і EGNOS) й одночасно утримувати в пам'яті до 50 різних маршрутів.[32] Прийняті на озброєння Збройних сил України, закуповувалися: 4 од. в 2011 році[33], 60 од. в 2012 році[34] й 194 од. в 2013 році[35].
  - Навігаційний комплекс СН-3700-03 є компонентом інформаційно-керуючої системи «ТІУС» основного бойового танку БМ «Оплот», прийнятого на озброєння ЗСУ в травні 2009 року.
  - Навігаційний комплекс СН-3307 встановлений на навчально-тренувальних літаках Л-39М1 (модернізований варіант L-39C), прийнятих на озброєння ЗСУ 8 липня 2009 року.